# 昭华大桥

昭华大桥为湖南省湘潭市横跨湘江、连接湘潭经开区和昭山示范区示范区的独塔自锚式悬索桥，同时是湖南省内第一座独塔双跨自锚式悬索桥，是实现长株潭“半小时经济圈”的一部分，隶属于 320国道绕城线一期工程。大桥东起芙蓉大道，下穿沪昆高速公路，双向8车道，设计时速 60 km/h，总投资5.85亿元。